# Psychic Hearts
Psychic Hearts è il primo album in studio da solista del musicista statunitense Thurston Moore (chitarrista dei Sonic Youth), pubblicato nel 1995.

## Tracce
1. Queen Bee and Her Pals – 2:57
2. Ono Soul – 3:28
3. Psychic Hearts – 3:59
4. Pretty Bad – 3:58
5. Patti Smith Math Scratch – 2:43
6. Blues from Beyond the Grave – 4:35
7. See-Through Playmate – 2:18
8. Hang Out – 4:10
9. Feathers – 2:20
10. Tranquilizer – 2:06
11. Staring Statues – 2:34
12. Cindy (Rotten Tanx) – 3:46
13. Cherry's Blues – 2:05
14. Female Cop – 5:24
15. Elegy for All the Dead Rock Stars – 19:49

## Formazione
- Thurston Moore - basso, chitarra, voce
- Tim Foljahn - chitarra
- Steve Shelley - batteria

### Produzione
- Rita Ackermann – copertina[1]
- Frank Olinsky – art director
- Edward Douglas – ingegneria acustica, missaggio
- Lee Ranaldo – ingegneria acustica, missaggio
- John Siket – ingegneria acustica, missaggio
- Howie Weinberg – mastering